# Lomnická pahorkatina
Lomnická pahorkatina je geomorfologickou částí Popradské kotliny. Nachází se v její severní a severovýchodní části, severně od města Poprad.

## Polohopis
Území se nachází v severovýchodní části Podtatranské kotliny, na severu a severovýchodě podcelku Popradská kotlina. Zabírá mírně zvlněné území v podhůří Tater v pásu od obce Batizovce na západě, po Toporec u města Podolínec na severovýchodě. Z významnějších sídel zde leží Poprad, Veľká Lomnica, Veľký Slavkov a Lendak. V rámci Popradské kotliny sousedí na severozápadě podcelek Tatranské podhorie, na západě Štrbská pahorkatina, jihu Popradská rovina a Vrbovská pahorkatina, jihovýchodním směrem leží Kežmarská pahorkatina a na severovýchodě Vojňanské podhůří, vše geomorfologické části Popradské kotliny. Na severovýchodě sousedí Spišská Magura s podcelky Veterný vrch a Repisko a severní okraj vymezují Belianské Tatry, část Tater.
Vysoce položená Lomnická pahorkatina lemuje jižní a východní úpatí Tater a celé její území patří do úmoří Baltského moře a povodí řeky Poprad. Do ní odvádějí vodu všechny potoky, které z Tater a Spišské Magury protékají jihovýchodním směrem do řeky Poprad. Z množství horských bystřin jsou nejvýznamnějšími Biela, Skalnatý potok, Velický potok, Slavkovský potok a Kežmarská Biela voda.

### Doprava
Významným dopravním koridorem je zejména údolí řeky Poprad na jižním okraji pahorkatiny, kterým vede Evropská silnice E50, vedoucí v trase dálnice D1 (Žilina - Košice), silnice I/18 (Liptovský Mikuláš - Levoča) i železniční trať Žilina - Košice. V Popradu tyto silniční tahy kříží silnice I/66 (Rožňava - Kežmarok - Tatranská Javorina), kterou sleduje i regionální trať do Staré Ľubovne. Pro turistický ruch v Tatrách je klíčovou i silnice II/534, spojující Poprad a Starý Smokovec, kterou sleduje i železniční trať. Do Tatranské Lomnice vede podél silnice II/540 (Velká Lomnica - Tatranská Lomnica) i lokální železnice, odbočující z tratě do Staré Ľubovne. Regionálně významné jsou také silnice I/77 (Spišská Belá - Stará Ľubovňa  a II/542 (Spišská Belá - Spišská Stará Ves). Na jihu území, u města Poprad leží i mezinárodní letiště. 

## Ochrana území
Severní polovina Popradské kotliny zasahuje na území ochranného pásma Tatranského národního parku. Menší část samotného TANAPu leží i v severní části Lomnické pahorkatiny. Z maloplošných, zvláště chráněných lokalit se zde nachází přírodní rezervace Jedliny, Poš, Kút a Slavkovský jarok, národní přírodní rezervace Belianske lúky, Pramenište a Mokriny. 

## Turismus
Severovýchodní část Popradské kotliny tvoří z velké části zázemí východní části Tater. V Lomnické pahorkatině je vícero rekreačních lokalit s ubytovacími kapacitami, které využívají snadnou dostupnost národního parku. Obcemi na jižním úpatí pohoří vedou cesty, napojené na Cestu Svobody, propojující osady města Vysoké Tatry. Reliéf a relativní vzdálenost od atraktivních lokalit způsobuje, že v této oblasti se nevyskytují žádné značené turistické stezky.